# Relations entre la Guinée et l'Union soviétique
Les relations entre la Guinée et l'Union soviétique ou Relations russo-guinéennes, étaient des relations économiques, militaires et politiques bilatérales entre l'Union soviétique et la Guinée.
Inspiré des succès financiers soviétiques pendant la guerre froide, le modèle de développement était basé sur des institutions communistes et socialistes. Face aux tensions entre l’Union soviétique et les États-Unis sur la scène mondiale, les deux nations ont choisi d’utiliser leurs influences politiques, promouvant respectivement les idéologies communiste et capitaliste pour accéder au pouvoir. Après avoir déclaré son indépendance du régime colonial français le 2 octobre 1958, la Guinée avait besoin d’un soutien économique et structurel. L'Union soviétique a fourni un soutien financier et militaire à la Guinée, utilisant les besoins du pays pour obtenir un avantage politique dans le monde en développement.

## Contexte historique
Après la Seconde Guerre mondiale, l’économie soviétique a connu une croissance économique significative. Cela s'est fait par le biais d'une augmentation de l'emploi et de l'application du capital fixe, ce qui a conduit à une augmentation de l'efficacité et à une baisse des coûts de production. Les augmentations de la production et de la productivité économique qui en ont résulté ont conduit à une croissance économique rapide dans toute l'URSS au cours des années 1950. Grâce à ce succès, l’URSS a établi des systèmes financiers stables. Ces succès ont permis au modèle d’être suffisamment performant pour exporter ses systèmes à l’échelle mondiale et faire proliférer son modèle économique dans le monde entier. Récemment indépendante du régime colonial français, la Guinée avait du mal, en tant que nation, à mettre en œuvre efficacement des systèmes structurels. Leur système médical était inadéquat pour leur population de 2,8 millions de personnes et on estime que 90 % des enfants n’étaient pas inscrits à l’école. La Guinée recherchait l’aide structurelle que l’URSS était désireuse de lui fournir. Entre 1957 et 1964, l'Union soviétique a tenté de mettre en œuvre ses structures économiques et sociales en Afrique de l'Ouest, au Ghana et en Guinée, anticipant des triomphes similaires à leurs précédents projets de développement intérieur, fonctionnant sous l'impression que son système était supérieur à tout autre.

## URSS

### Socialisme et politique de la guerre froide
Du point de vue de l’URSS, le tiers monde représentait une opportunité pour la prolifération du socialisme soviétique. Plutôt que de rivaliser avec les États-Unis par la puissance militaire, l'URSS a choisi de rivaliser en utilisant ses modèles économiques et sociaux, en diffusant ses idées dans le monde entier dans le but de saper l'équivalent américain : les idéologies capitalistes. Avec la croissance rapide de l'URSS et son émergence en tant que superpuissance mondiale, Nikita Khrouchtchev, le premier secrétaire du Parti communiste de l'Union soviétique, était confiant dans le modèle économique et sa capacité à réussir dans d'autres parties du monde.
Le tiers monde était l’acteur clé de la stratégie politique soviétique. De nombreux pays recherchaient un soutien étranger après avoir durement gagné leur indépendance vis-à-vis des puissances coloniales et étaient vulnérables aux agendas politiques de la guerre froide. La Guinée était particulièrement avantageuse sur le plan géopolitique, avec des bases disponibles pour les forces navales et de reconnaissance. L'emplacement constituait un avantage stratégique pour les Soviétiques, car ils pouvaient surveiller les mouvements des marines occidentales et représenter une menace pour les puissances occidentales. De plus, la Guinée était également riche en ressources naturelles, ce qui attirait encore plus les Soviétiques avec la promesse de la bauxite et des diamants.

## Guinée

### Indépendance de la Guinée
En 1958, Sékou Touré, président de la République de Guinée, a voté « non » au référendum organisé par le président français Charles de Gaulle sur une autonomie limitée au sein de la colonie française. Étant la seule colonie française à voter contre une autonomie limitée, la Guinée a dû gérer elle-même les conséquences du départ immédiat des Français. Confronté à de nombreuses difficultés à la suite de son indépendance de la domination coloniale, le gouvernement guinéen s'est retrouvé dans le besoin du soutien d'entités étrangères. Avec les représailles de la France, la Guinée se retrouva non seulement à court de personnel administratif, mais également en déficit commercial avec des mesures d'exportation inefficaces.

### Objectifs de la politique soviétique et guinéenne
En tant que pays nouvellement indépendant, la Guinée avait besoin de soutien économique et de reconnaissance. En tant que pays neutre, sans parti pris envers l’une ou l’autre des deux superpuissances, ils ont d’abord cherché l’aide des États-Unis. Compte tenu des enjeux géopolitiques, des pays comme les États-Unis et le Royaume-Uni n’étaient pas disposés à fournir de l’aide à la Guinée, tentant d’éviter un conflit avec la France. Les Soviétiques ont profité de cette occasion pour agir rapidement. Le dirigeant soviétique Valéry Guerassimov a rencontré le président Touré pour discuter des liens économiques et culturels en plus de l'aide soviétique. La dépendance militaire de la Guinée vis-à-vis de l’Union soviétique fut l’une des raisons qui ont motivé cette alliance.
La Guinée a rapidement reçu une aide du bloc communiste, s'élevant à un prêt d'environ 127 millions de dollars américains, dont la majeure partie a été fournie par l'Union soviétique. La Guinée avait besoin d’une assistance économique et technique, ainsi que d’une aide au développement du capital humain, de bourses et d’autres programmes offerts par les Soviétiques. Avec l’aide du bloc communiste, la Guinée a été placée dans l’orbite soviétique. Avec des diplomates russes, d’Europe de l’Est et chinois travaillant en Guinée, la Guinée a commencé à consolider ses relations avec l’Union soviétique et s’est culturellement éloignée de ses nations africaines voisines. Compte tenu de leur nouvelle association avec l’une des grandes puissances, Touré était motivé à légitimer le régime socialiste. À la fin de 1959, la Guinée a signé un traité commercial et un accord de coopération économique avec l'URSS.

## Modèle de développement soviétique

### Économie
Bien que la mise en œuvre des politiques de décolonisation ait connu de nombreux succès, notamment des changements dans le pouvoir politique et les structures gouvernementales, la Guinée a connu des difficultés dans le secteur économique. Les Soviétiques étaient désireux de fournir aide et soutien à la croissance économique. Cette aide économique a été accordée sans réglementation sur son utilisation, permettant d'utiliser l'aide pour des éléments de démonstration tels que des imprimeries, des jets, des stades de sport et des hôtels, plutôt que pour l'amélioration de la productivité guinéenne. Moscou était très mécontent de l’utilisation par la Guinée de fonds destinés à des projets inefficaces qui n’avaient guère contribué à améliorer l’économie du pays. En plus d’une aide utilisée de manière inefficace, les équipements agricoles russes étaient également inadaptés à la Guinée, ce qui entravait encore davantage l’amélioration de la productivité.
L’URSS manquait de connaissances adéquates sur l’économie géographique particulière de la Guinée. La domination coloniale a laissé les économies africaines sous-développées et fortement dépendantes du commerce unilatéral avec les exportations de matières premières vers les pays occidentaux. En conséquence, l’aide économique soviétique n’a pas réussi à créer un système monétaire efficace. De plus, l'URSS avait fourni des machines et des équipements de mauvaise qualité, entravant la production et le commerce de la Guinée. L’intervention économique soviétique fut globalement un échec et bien plus coûteuse que prévu pour les Soviétiques. Cela a finalement conduit à l’abandon de la Guinée par les Soviétiques.
La Guinée, bâtie sur la dépendance coloniale, était déterminée à rompre avec son ancrage économique européen et à favoriser le développement. Dans une tentative de développer son économie nationale, la Guinée a mis en place des monopoles commerciaux qui ont entraîné des coûts extrêmes pour ses consommateurs, des niveaux élevés de corruption et des marchés noirs. La Guinée a également été confrontée à la valeur relativement faible de sa monnaie et à l’impact qui en résulte sur le commerce. Les fonctionnaires guinéens faisaient souvent passer des marchandises en contrebande à travers les frontières et les vendaient à des prix plus élevés en monnaie afin de compenser la valeur de la monnaie.

## L'aide militaire soviétique
À partir de 1959, la Guinée reçoit une aide militaire de l’Union soviétique et de ses États satellites. Peu après l'ouverture de l'ambassade soviétique à Conakry, la Guinée reçut gratuitement des armes de la Tchécoslovaquie, ainsi qu'un groupe de conseillers. Les fournitures comprenaient 6 000 fusils, 6 000 grenades à main, 1 000 pistolets automatiques, environ 500 bazookas, 20 mitrailleuses lourdes, 6 mortiers, 6 petits canons, ainsi que 10 grandes tentes, 10 side-cars, 5 cuisines de campagne et 2 Škodas blindées, le tout fourni à une armée guinéenne de 3 500 soldats. Selon les services de renseignements français, « la valeur du seul premier lot (d'armes tchécoslovaques) dépasse l'ensemble du budget militaire de la Guinée. »  L'armée guinéenne s'est encore renforcée lors de l'invasion portugaise de Conakry. Des rapports indiquent que des chars supplémentaires, des véhicules blindés de transport de troupes et de l'artillerie ont été fournis par les Soviétiques et le bloc communiste.
L’assistance militaire s’est poursuivie après l’établissement de relations diplomatiques entre l’Union soviétique et la Guinée. Selon une étude, « entre 1955 et 1970, l'Union soviétique a été le seul fournisseur d'avions de combat, d'avions d'entraînement, d'hélicoptères, de chars et de véhicules blindés de transport de troupes (APC) de la Guinée et a fourni plus de soixante pour cent des avions de transport de la Guinée. » 
Entre 1955 et 1978, un total de 1290 militaires guinéens ont été formés dans les pays communistes, et un total de 330 techniciens militaires communistes étaient présents en Guinée en 1978. En plus de l'aide matérielle, les Soviétiques ont également contribué à la construction d'écoles et à l'octroi de bourses aux Guinéens pour qu'ils puissent suivre une formation technique en URSS.
Les relations soviéto-guinéennes furent brièvement affaiblies après l'expulsion de l'ambassadeur soviétique, Daniel Solod (en), de Guinée en décembre 1961. La tension résultait de plusieurs facteurs, le principal étant le « complot des enseignants », une tentative visant à renverser le président Touré. Peu de temps après, Moscou nomme son premier vice-Premier ministre, Anastas Mikoyan, en Guinée en janvier 1962. Cette fois, en plus des armes, les Soviétiques ont annoncé un nouveau prêt soviétique de 10 millions de dollars américains pour subventionner les coûts militaires.

## Importance géopolitique
Aider l’armée guinéenne servait les intérêts géopolitiques de l’URSS, car les points de contrôle militaires guinéens pouvaient être utilisés en temps de crise. Parmi les points de contrôle les plus importants se trouvait l'aéroport de Conakry, qui avait une importance stratégique pendant la guerre d'indépendance de l'Angola, la crise des missiles de Cuba et le conflit en Guinée-Bissau. Pendant le conflit angolais, le port guinéen était utilisé pour le ravitaillement des avions et pour le transport d'armes par mer. Lors de la crise des missiles de Cuba en 1962, les Soviétiques demandèrent des droits d'atterrissage à Conakry pour des ponts aériens de renfort en route vers Cuba. Cependant, la demande de l'URSS fut rejetée par le président Touré, qui avait souligné la neutralité du pays. En 1969, les Soviétiques ont établi une base navale permanente dans l'océan Indien, qui a été desservie par les installations somaliennes jusqu'en 1977. De même, les Soviétiques ont établi une patrouille permanente en Afrique de l’Ouest en 1970, leur permettant d’accéder à la Guinée-Bissau, puis à l’Angola. La situation stratégique de la Guinée sur la côte ouest de l'Afrique en a fait une base logistique importante pour les forces navales soviétiques afin de surveiller les mouvements de la marine occidentale et de menacer les lignes de communication maritimes occidentales (SLOC) (en). Jusqu'à la mi-1978, les installations aéroportuaires de Conakry étaient également utilisées comme point d'escale pour faciliter les voyages aériens vers Cuba en provenance de l'Union soviétique et vice-versa, utilisant pleinement la situation stratégique de la Guinée.
À plusieurs reprises, l'Union soviétique a tenté d'obtenir du gouvernement guinéen l'autorisation de lancer ses activités navales dans les ports guinéens. La première apparition de la marine soviétique remonte à 1969, avec un groupe de navires de guerre soviétiques en visite à Conakry. En 1971, les navires de guerre soviétiques utilisaient régulièrement Conakry comme base d'opérations pour la côte ouest-africaine. Cependant, le gouvernement guinéen s'est montré réticent face aux demandes soviétiques d'établissement et d'utilisation de bases militaires, allant jusqu'à révoquer le droit d'utilisation de l'aéroport de Conakry par l'armée soviétique. De même, des rapports mentionnent que Touré avait refusé de permettre aux conseillers soviétiques et aux troupes cubaines de se rassembler en Guinée en route vers l'Éthiopie en 1977.

## Changement dans les relations
Malgré la présence persistante du bloc soviétique, les années 1970 marquent un tournant dans les relations de la Guinée avec les pays voisins et avec les nations occidentales. L’éloignement de leur alliance avec l’URSS n’est pas le résultat d’une action unique. Cependant, l’incapacité à réhabiliter l’économie guinéenne et les conditions strictes de troc ont été un facteur important. De plus, l'ingérence croissante des Soviétiques dans les ports guinéens, ainsi que son rôle dans de nombreux soulèvements contre le président Touré, ont affaibli les relations entre les deux nations. Ceci, ajouté aux interventions soviétiques dans les affaires gouvernementales internes de la Guinée, a détérioré leur alliance, conduisant finalement au lent départ de l'URSS de Guinée. Aujourd’hui, la Russie et la Guinée entretiennent des relations positives, même sans l’alliance officielle du bloc de l’Est. La Guinée demeure un avant-poste économique clé pour la Russie, toujours une ressource minière notamment avec usine d'alumine de Fria, sponsorisée par les investissements russes.